# Aloe rauhii
Aloe rauhii – gatunek z podrodziny złotogłowowych. Występuje naturalnie na południu Madagaskaru, na terenie dawnej prowincji Toliara.